# Chałtuj
Chałtuj (ros. Халтуй) – wieś w Rosji, w Kraju Zabajkalskim, w rejonie tungokoczeńskim. W 2010 liczyło 167 mieszkańców.